# 抚志乡
抚志乡，是中华人民共和国湖南省湘西土家族苗族自治州永顺县下辖的一个乡镇级行政单位。

## 行政区划
抚志乡下辖以下地区：
抚志村、那必村、合作村、吉锋村、打洞村、新华村和山河村。